# Chiesa di Santa Margherita (Montalcino)
La Chiesa di Santa Margherita di Antiochia era un edificio di culto cattolico, situato a Montalcino, in provincia di Siena.

## Storia
La chiesa è stata costruita nella prima metà del XV secolo (si hanno notizie dal 1441), sul luogo dove, secondo alcuni ritrovamenti archeologici, sorgeva un antico tempio pagano. Era intitolata a Santa Margherita d'Antiochia, santa molto venerata durante il medioevo, ed ha dato il nome alla circostante zona. La chiesa aveva il titolo di parrocchia, che copriva l'omonima zona. Nel 1553, parroco della chiesa era Giulio Landi, che ci ha lasciato un'importante testimonianza riguardo all'Assedio di Montalcino di quell'anno, con il suo diario: L'Historia del Assedio di Montalcino, città del dominio di Siena con le factioni più notabili di quel tempo successe e dela subbita ritirata che fece l'esercito caesareo senza potelo expugnare, con brevità narata. La chiesa fu poi sconsacrata ed abbandonata. Oggi la struttura è perlopiù distrutta.

## Descrizione
I resti della chiesa si trovano al termine del crinale di Santa Margherita, a seguito di via Donnoli (si trova in proprietà privata). La struttura presenta una pianta ad aula, strutture verticali costituite da blocchi in pietra. Il tetto è costituito da un manto in laterizio.